# WildC.A.T.s
WildC.A.T.s é um grupo fictício de de personagens de histórias em quadrinhos criado por Jim Lee e Brandon Choi para a WildStorm, atualmente pertencente a DC Comics.